# 199574 Webbert
199574 Webbert este o planetă minoră (asteroid) din centura de asteroizi. A fost descoperită pe 2 martie 2006 la Observatorul Național Kitt Peak de Marc Buie⁠(d). 
Obiectul prezintă o orbită caracterizată de o semiaxă mare de 2,5332149698072 UAi, o excentricitate de 0,05, o înclinație de 0,1 ° în raport cu ecliptica.